# رودولف ماركوس
رودولف ماركوس (بالإنجليزية: Rudolph Arthur Marcus)‏ هو كيميائي أمريكي من أصل كندي ولد في 21 يوليو 1923 بمونتريال بكويبيك.
تحصل على بكالوريوس سنة 1943 ومن ثم دكتوراه سنة 1946 من جامعة ماك جيل. في سنة 1958 تحصل على الجنسية الأمريكية ،يدرس حاليا في معهد كاليفورنيا للتكنولوجيا تحصل في سنة 1992 على جائزة نوبل في الكيمياء لمساهماته في نظرية التفاعلات لتقل الإلكترونات في الأنظمة الكيميائية.

## وصلات خارجية
- رودولف ماركوس على موقع الموسوعة البريطانية (الإنجليزية)
- رودولف ماركوس على موقع مونزينجر (الألمانية)
- رودولف ماركوس على موقع إن إن دي بي (الإنجليزية)
- صفحته على موقع معهد كاليفورنيا للتكنولوجيا